# Várady Aladár
Várady Aladár (Ipolyság, 1873. július 19. – Budapest, 1946. november 20.) magyar nóta- és zeneszerző.

## Életútja
Várady (Rosenstein) Menyhért és Weisberger Terézia fia. 1898-ban Szegeden áttért az evangélikus vallásra. Színházi karmesterként tevékenykedett Szabadkán, majd néhány erdélyi városban. 1921-ben szerződött a nagyváradi színházhoz, amelynek 1926-ig volt zenei irányítója. Innen Miskolcra, majd Budapestre került. Zeneszerzőként operetteket és nótákat írt. Kis fiú című operettjét a budapesti Népszínház mutatta be 1895-ben, Léghajósok című operettjének (librettó Dutka Ákos) bemutatója Nagyváradon volt 1905-ben. Felesége Spiesz Mária (1880–1963) volt, akivel 1903-ban Nagyváradon kötött házasságot.

## Kiadványai
- Mintha nem is volnál – Lehulltak az őszi rózsák (Temesvár–Leipzig, 1922)
- Vágyódás (Temesvár–Leipzig, 1923)
- Erdélyi nóták (Nagyvárad, 1924)
- Pillangó – Vis de amor (P. Andreescu szövegére, Nagyvárad, é. n.)